# Kantongerecht Waalwijk
Het kantongerecht Waalwijk was van 1838 tot 1934 een van de kantongerechten in Nederland. Bij de oprichting was Waalwijk het zevende kanton van het arrondissement 's-Hertogenbosch. Het gerecht maakte gebruik van het oude raadhuis in Waalwijk. Na de opheffing werd het grotendeels gevoegd bij het kanton 's-Hertogenbosch.